# 레이 로마노
레이 로마노(Ray Romano, 1957년 12월 21일 ~ )는 미국의 희극인이다.

## 출연 작품
- 패들턴 (2019)
- 아이리시맨 (2019)
- 빅 식 (2017)
- 아이스 에이지: 알 찾기 대소동 (2016)
- 바이닐 : 응답하라 락앤롤 (2016)
- 아이스 에이지: 지구 대충돌 (2016)
- 롭 더 몹 (2014)
- 19곰 테드 (2012)
- 아이스 에이지 4: 대륙 이동설 (2012)
- 아이스 에이지: 어 매머드 크리스마스 (2011)
- 2010 World Series Of Poker (2010)
- 멘 오브 어 서튼 에이지 (2009)
- 퍼니 피플 (2009)
- 아이스 에이지 3: 공룡시대 (2008)
- 라스트 워드 (2007)
- 더 그랜드 (2007)
- 그릴드 (2006)
- 아이스 에이지 2 (2006)
- 더 레이트 레이트 쇼 위드 크레이그 퍼거슨 (2005)
- 95 마일스 투 고 (2004)
- 유러지 (2004)
- 웰컴 프레지던트 (2004)
- 아메리칸 아이돌 (2002)
- 코미디언 (2002)
- 아이스 에이지 (2002)
- 더 레이트 레이트 쇼 위드 크레이그 킬본 (1999)
- 킹 오브 퀸즈 (1998)
- 내 사랑 레이몬드 (1996)